# Julian Bailey
Julian Bailey (Woolwich, 9 oktober 1961) is een voormalige Britse autocoureur. Hij maakte zijn Formule 1-debuut in 1988 bij Tyrell en nam deel aan twintig Grands Prix, waarvan hij er zeven mocht starten.

## Carrière
Hoewel hij geboren was in Groot-Brittannië, werd Bailey wel hoofdzakelijk opgevoed in Spanje. Hij debuteerde echter in de Britse Formule Ford 1600 cc en won het Formule Ford festival in Brands Hatch. In 1986 debuteerde hij in de Formule 3000. Hij won zijn derde race, waarmee hij de eerste Britse autocoureur werd die in deze klasse won.
Dit trok de aandacht van Ken Tyrrell, waarna Bailey voor zijn team mocht gaan rijden in 1988. De auto was echter niet erg competitief, waardoor hij geen punten scoorde; zijn teammaat Jonathan Palmer scoorde er wel vijf. Zijn volgende kans in de Formule 1 kreeg hij pas in 1991 bij Lotus. Hij werd zesde in de Grand Prix van San Marino, maar werd na de Grand Prix van Monaco alweer vervangen. In zijn Formule 1-carrière nam hij deel aan twintig Grand Prix, waarin hij zich zevenmaal kwalificeerde om te starten.
Hierna stapte Bailey in 1993 over naar de BTCC, waar hij voor Toyota reed. Hij werd vijfde in het kampioenschap. De volgende twee seizoenen waren minder succesvol. Hij heeft hierna hoofdzakelijk in sportauto's geracet en won het FIA GT kampioenschap Jamie Campbell Walter met een Lister Storm in 2000.